# Dysdera sanborondon
Dysdera sanborondon là một loài nhện trong họ Dysderidae.
Loài này thuộc chi Dysdera. Dysdera sanborondon được miêu tả năm 2000 bởi Arnedo, Oromí & Carles Ribera.